# HK MG5通用機槍
H&K MG5（黑克勒&科赫內部命名：HK121）是一款由德国黑克勒&科赫所設計和生產的通用機槍，發射7.62×51毫米北約口徑制式步枪子彈。
這款武器是為了取代莱茵金属公司的MG3通用機槍而設計的。獲德國聯邦國防軍所採用並命名為MG5。

## 歷史
由於德國聯邦國防軍的制式武器裝備MG3通用機槍老化，2009年，黑克勒&科赫推出了其新型HK121 7.62×51毫米北约口徑通用機槍的原型槍。它是以HK MG4輕機槍 5.56×45毫米北约口徑轻机枪為藍本。HK121第一挺原型槍先後於内卡河畔奥伯恩多夫和2010年7月於哈默爾堡舉行的「步兵開放日」上兩度向公眾展出。
2013年6月，德國聯邦國防軍方面宣布以單價5.5萬美元的價格採購HK121，德國議會預算委員會批准先撥款360萬美元購買65挺HK121的樣槍，包括零件、培訓和後勤支援費用。這65挺HK121的樣槍是為了進行野戰測試和評估，並計劃如果測試通過，德國聯邦國防軍就會在2014年至2017年之間採購最少7,114挺HK121通用機槍，單價會降低到2.2萬美元，總價格達到1.57億美元。隨著時間推移可能會增購至12,733挺HK121。
2013年，德國聯邦國防軍正式裝備HK121，因而步MG4輕機槍的製式命名方式，在德軍中命名為MG5。於2014年中期進行測試和修改。

## 設計細節
HK121（MG5）在外形上是以HK MG4（MG43）為藍本，均採用氣動式操作自動原理，槍機為轉拴式槍栓閉鎖方式，開膛待擊，以及只能全自动射击。其重量和長度比德國莱茵金属MG3和比利時FN MAG（M240）兩款通用機槍稍小。而且總體設計佈局方式採用絕大多數彈鏈供彈的經典型機槍佈局方案，導氣機構置於槍管軸線下方，而從正上方進彈以便於裝填。
HK121採用模組化設計，其擁有不同長度槍管，不同型式槍托、護木、握把，不同容彈量彈鏈箱以及多種附件。通過以上不同組件、附件的組合，可以組合出通HK121 U通用型（德國聯邦國防軍命名為MG5）、HK121 I步兵型（德國聯邦國防軍命名為MG5A2）、HK121 S特種部隊型（德國聯邦國防軍命名為MG5S）和HK121 EBW同轴机枪型（德國聯邦國防軍命名為MG5A1）。這些組合基本涵蓋了能用到7.62×51mm通用機槍的所有場合。
HK121採用了北約M13可散式彈鏈，和與MG4一致的拋殼方向，即從機匣正下方拋殼。這種結構的好處是避免了在機匣側面佈置拋殼窗影響機匣的結構強度，最大限度地保障了機匣的剛度。FN MAG（M240）即是這樣的設計，其機匣壽命可達100,000發。另外，德國步兵的機械化程度非常高，基本都是車載步兵，而向下拋殼是最適宜在載具內射擊的方式，避免了彈殼在車內反彈干擾其他使用者。但這種結構最大的缺陷在於拋殼口會佔用彈箱接口的最佳位置。為解決這一問題，MG4與HK121／MG5只能將彈箱接口佈置在機匣左側，讓攜帶彈鏈的鼓形彈箱需要掛在機匣左側下方，以從機匣左側上方的彈鏈供彈口供彈；而為了穩定放置彈箱，彈箱即置於機匣下方，這樣就影響了拋殼。為使拋殼順暢，在彈鏈箱上設置一塊導殼板，以將彈殼的運動方向由正下方導引向右側。當然，導殼板的設計使彈鏈箱的結構複雜，在一定程度上會影響射擊操作。
HK121 U通用型全槍重量11.2公斤，121 I步兵型則為9.9公斤，該指標與M60基本相當，但HK121的重心位置更合理。HK121比重量為8.2公斤FN Minimi 7.62（Mk 48）加重了不少，但FN Minimi 7.62（Mk 48）基本是在5.56毫米口徑的Mk 46輕機槍上更改口徑而來，機匣、槍管、節套等零部件還是與Mk 46機槍相同，其射擊時的穩定性、火力持續性、耐用性差強人意。

### 機匣組件
HK121的機匣是一個精密鑄造的钢質部件，有著很高的工藝水準。連接槍管、活塞筒的連接座採取十分堅固的塞焊（塞焊是疊合板之間的一種連接方法，其屬於熔化焊，通常在工件厚度和錯邊量較大時適用）的形式與機匣固連為一體。

### 槍管組件
HK121具有460毫米（18.11英吋）、550毫米（21.65英吋）、663毫米（26.1英吋）三種槍管長度，對應的初速分別為780米／秒（2,575,46英尺／秒）、810米／秒（2,657.48英尺／秒）、840米／秒（2,755.91英尺／秒），槍口動能相應為2,912焦耳（2,147.89英尺·磅）、3,100焦耳（2,286.56英尺·磅）、3,334焦耳（2,459.16英尺·磅）。當使用兩腳架支撐時，其有效射程為600公尺（656.17码，1,968.5英尺）；安裝三腳架或作為車載機槍、同轴机枪使用時，其有效射程可達1,500公尺（1,640,42码，4,921.26英尺）。
HK121槍管和節套裝配為一個整體，更換槍管時節套也隨之更換，並沒有沿用MG4槍管和節套分離的設計。但HK121的槍管更換仍然非常快捷，將槍管固定銷向後扳動90°，向前便能抽出槍管。如果操作得當，HK121可以在5秒內完成槍管更換。與此相比，俄羅斯PKM的設計則是出於安全性考慮而必須在供彈機蓋打開的情況下才能更換槍管，顯然耗時要較長。
HK121 U通用型的槍管頂部可裝上通風式槍管罩筒，它並不與槍械的任何零件接觸，因此對於準星座的摺疊不會有影響，利用其提把進行更換槍管的步驟亦不會有影響，同樣的亦可在不穿戴隔熱手套以下更換槍管。
HK121的氣體調節器通過插入彈殼底緣擰動進行調節。通過調節，HK121的射速可以達到600、700、800發／分鐘，使用者可以根據不同的使用環境選擇合理的射速。

### 槍機組件
HK121與FN Minimi 7.62（Mk 48）相似，採用轉拴式槍栓頭閉鎖方式，但HK121採取的是雙排式鎖耳（英語：Lug）設計，這樣可以在保證閉鎖支撐面積的前提下減小機頭尺寸、節套直徑，進而減小機匣外形尺寸。這個設計對加工精度要求極高，但相對於德國人的機械加工水平而言不算難事。
HK121槍機機框結構與MG4大致相當，由於採取下拋殼，需在機框上下方設置通孔作為拋殼通道。值得一提的是，HK121槍機機框的結構為上小下大，重心偏下，重心位置與活塞作用軸線基本重合，當活塞作用在槍機機框上時能減小翻轉力矩，射擊時使後座平穩。
HK121採用雙重復進簧的設計，從結構設計的角度，萬不得已不會採用這樣的設計，雙復進簧必然使單根彈簧尺寸變小，而受力相對加大，從而導致壽命不足。但HK121採取這樣的設計同樣是出於結構的考慮。因為HK121的設計人員將緩衝器佈置在槍機機框內，這樣一來緩衝器就佔據了原本復進簧的位置，只能將復進簧佈置在兩側。
HK121在槍機機框內佈置緩衝器是個非常巧妙的設計，其設計合宜，有利於減少槍機機框後座到位撞擊時的翻轉。另外，HK121可能採用了液壓緩衝器，需要較長的空間，如果像FN Minimi（M249）那樣佈置在槍托上，便無法採取折疊槍托結構。緩衝器可以削減大部分的後座撞擊，並有助於穩定射速。黑克勒&科赫的宣傳片段中，以連發的形式射擊，彈著點散佈非常小，這樣的表現在中口徑機槍中無槍能出其右，可見緩衝機構的佈置非常有效。

### 供彈機
HK121的供彈機與FN MAG（M240）基本相同，大槓桿、小槓桿、內外撥彈滑板的結構與FN MAG（M240）基本一致。其實，FN MAG（M240）的供彈機源自德國MG42。而HK121可以收納一條捲曲起來的50發彈鏈的鼓形彈箱同樣是德國人所原創。
從MG42到MAG（M240）、Minimi（M249）以及現在的MG43（MG4）、HK121（MG5），這套雙程供彈機構基本沒有什麼重大的變化，其結構合理性由此可見一斑。只是，在採用這套雙程供彈機構的同時，HK121還是對其作出了一些改良。雙程供彈機構本來是不需要阻彈齒的，在操作的過程中，內、外撥彈齒交替充當阻彈齒。但彈鏈裝入供彈機座比較麻煩，將彈鏈放在供彈機座上以後，扣上供彈機蓋的同時需要按住彈鏈以防止彈鏈滑落。而HK121採用雙程供彈機構的同時還增加了阻彈齒結構，裝填的便利性亦有所提高。該設計並非黑克勒&科赫的原創，FN Minimi 7.62（Mk 48）與最近推出的FN Minimi改進型——FN Minimi Mk3也就採用了這個設計。
與FN Minimi 7.62（Mk 48）相同，HK121供彈機的大槓桿上也加工了許多孔，以減輕重量。但該設計最多只能減輕約20克左右的重量，與給加工帶來的麻煩相比有點得不償失。
HK121供彈機蓋與機匣鉸接，能向上打開90°，無論裝填還是排除故障，這個角度都綽綽有餘。為了便於供彈機蓋的定位，黑克勒&科赫工程師還設計了一套通過彈簧頂住一個定位片使供彈機蓋可以停在任意位置的特別機構。

### 發射機
與大多數機槍一樣，HK121的快慢機僅有保險和連發兩個位置，但與大多數機槍的快慢機處於保險位置時鎖定阻鐵不同的是，HK121的快慢機處於保險位置時僅鎖定扳機，即是保險狀態時扳機無法扣動。
這設計的可靠性令人懷疑。因為快慢機處於保險位置時只鎖定了扳機，但槍機卻不被限制，容易令使用者混淆槍械狀態，即是使用者後拉槍機使之待擊並瞄准後，才發現扳機無法扣動，因而不得不解除保險並且重新瞄準、擊發，很容易貽誤戰機。
另外，HK121採用開放式槍栓方式，待擊時，槍機被阻鐵掛於後方位置。如果快慢機處於保險位置時仍能拉槍機向後，那麼在槍機後拉過程中，若後拉足夠的距離（越過彈殼底端）而不小心滑脫時，槍機復進過程中仍可推彈入膛並擊發。從這一點可以看出，快慢機處於保險位置時槍機仍能向後拉動的設計存在安全隱患。

### 槍托、護木與三腳架
HK121有固定槍托、折疊槍托和折疊伸縮槍托三種型式，並能夠與MG4通用。對於通用機槍而言，結實、穩定的固定槍托更合用。HK121的折疊伸縮槍托雖然可以根據使用者的體型調整不同的長度和貼腮高度，有著人因工程較良好的優點，然而槍托伸縮段的固定卻不佳，以致槍托後段存在著不利於操作的晃動現象。
HK121機匣偏短，具有容納兩腳架凹槽的聚合物製可拆卸式護木只能安裝在活塞筒上。另外，其向後摺疊的兩腳架、整合有簡易兩腳架的垂直前握把也是安裝在活塞筒上，而非一般槍械安裝在護木上，這對懸臂結構的活塞筒而言是個不小的挑戰；此外，活塞筒還要對槍管起到輔助支撐的作用。故此設計使活塞筒受力過大，不夠完善。
再一令人不解的是，HK121安裝三腳架與護木為同一位置，即安裝三腳架時便無法安裝護木。還有一個問題，HK121的三腳架接口與更早的MG3相同，而非MG4配備的M122／M122A1三腳架接口，目前未知這樣設計為何用意。

### 戰術導軌
除了在供彈的機匣蓋頂部設有MIL-STD-1913戰術導軌用以安裝其照門與各種型號的光學及光電瞄準設備，在導氣活塞筒的兩側和底部也設有較短的MIL-STD-1913戰術導軌。

## 衍生型
| MG5 (Universal)，通用型           | 1202/960 | 550 | 11.6/3    |
| MG5 A2 (Infanterie)，步兵型       | 1120/870 | 460 | 11.2/2.25 |
| MG5 A1 (Einbauwaffe)，同轴机枪型  | 942/     | 550 | 10.1/3    |
| MG5 S (Spezialkräfte)，特種部隊型 | 1012/    | 550 | 11.6/3    |
| 1.                                |          |     |           |

## 使用國
- 阿尔巴尼亚
- 智利
- 德国
  - 德國聯邦國防軍（2013年開始採用，命名為MG5）[4][5]
- 印度尼西亞
- 马来西亚
- 葡萄牙
- 西班牙
- 乌克兰：截至2025年1月14日，由德國政府援助350挺MG5。[6]

## 流行文化

### 电子游戏
- 2013年—
  - 最早於韓國版2015年1月14日時推出。型號為HK121 I（步兵型），命名為「HK121」，使用卡其色槍身、沙色折疊伸縮槍托、沙色彈袋和120發M13彈鏈、M145機槍用光學瞄準鏡（作為低倍率光學瞄準鏡）以及兩腳架。港台地區於2016年1月19日推出，命名為「大漠蒼狼」；中國大陸地區於2016年1月20日推出，命名為「嗜血者」；泰國版、土耳其版及新加坡／馬來西亞版因結束營運的關係而不會在這三個版本開放使用。
  - 另外亦有一種改進版：HK121 Custom，最早於韓國版2015年1月14日時推出，槍身變為灰色和橄欖色塗有狼的圖案，改以彈箱供彈並讓載彈升至150發，同時裝上虛構的10發式榴弹发射器（彈鏈供彈，彈鏈裝在鼓狀彈箱以內），取代原M145機槍用光學瞄準鏡功能。港台地區於2016年1月19日推出，命名為「大漠蒼狼（榴彈型）」；中國大陸地區於2016年1月20日推出，命名為「嗜血战狼」；泰國版、土耳其版及新加坡／馬來西亞版因結束營運的關係而不會在這三個版本開放使用。
- 2019年—：命名為“M91”，卡其色塗裝。戰役模式中由美國海軍陸戰隊所使用。聯機模式中為解鎖武器，並可進行定制改裝。
- 2021年—《蔚藍檔案》：淺黃無月的固有武器「Trick or Trick」原型。

## 資料來源
1. ↑  Weisswange, Jan-Phillipp; u. a. . Wehrtechnischer Report 4/2010 (Bonn und Sulzbach: Report Verlag). April 2010 （德语）.
2. ↑  .   [2010-10-09]. （原始内容存档于2005-08-06）.
3. ↑  "...will der Bund von 2014 an bis zum Jahr 2017 mindestens 7114 Gewehre des Typs MG5 im Wert von 118 Millionen Euro kaufen. ... Später kann die Order laut Rahmenvertrag sogar auf bis zu 12.733 Maschinengewehre in einem Gesamtwert von rund 240 Millionen Euro anwachsen." （页面存档备份，存于） Wiwo.de. Retrieved 2013-07-27.
4. ↑  Wiwo.de （页面存档备份，存于）. Retrieved 2013-07-27.
5. ↑  Karin Zeger. . Schwarzwälder Bote. 2013-07-15  [2013-07-20] （德语）.
 （页面存档备份，存于） .   [2015-02-18]. 原始内容存档于2013-07-18.
6. ↑  . Website of the Federal Government | Bundesregierung. 2025-01-14  [2025-01-20]. （原始内容存档于2022-11-16） （英语）.

## 外部連結
- （英文）—MG5 | Heckler & Koch
- （英文）—Heckler & Koch :: Product Overview—HK121（页面存档备份，存于）
- （英文）—Modern Firearms—Heckler – Koch HK 121 universal / general purpose machine gun（页面存档备份，存于）
- （英文）—The Firearm Blog.com—
  - Heckler & Koch HK121 and MG4 (Flat Dark Earth) Photos（页面存档备份，存于）
  - Germany Buys H&K121 Samples For $55,000 Each（页面存档备份，存于）
  - Denmark Looking To Adopt New 7.62mm Machine Gun（页面存档备份，存于）
  - H&K Troubles Continue: MG5 Under Scrutiny By German MoD（页面存档备份，存于）
  - The B&T APC-9 Submachine Gun, VP9 Pistol And Others (B&T Police & Military Day 2015) ［PHOTO HEAVY］（页面存档备份，存于）
  - BREAKING: Delays Beset German MG5 Program, 7.62mm GPMG May Lack Accuracy（页面存档备份，存于）
  - H&K MG5 Accuracy Req’t Doubled to Allow Guns’ Acceptance, Says Parliament Doc（页面存档备份，存于）
- （简体中文）—槍炮世界 —MG5（HK121）通用机枪（页面存档备份，存于）